# 七瀬瑞穂
七瀬 瑞穂（ななせ みずほ）は、日本の漫画家。主に成人向け漫画を執筆している。宮城県在住。同人サークル「犬とコタツ」で活動している。 

## 略歴・特徴
『COMICポプリクラブ』（マックス）、『コミックアンリアル』（キルタイムコミュニケーション）などに作品を発表しており、前者は現代物、後者はファンタジー凌辱物である。姉萌えの作品を多く発表している。鎧を身につけた女性も好みである。

## 作品リスト

### 単行本
1. 『Venom Bind（ベノムバインド）』[4] 2007年7月29日発売[5]、キルタイムコミュニケーション〈アンリアルコミックス〉、ISBN 978-4-86032-421-6
アンリアル掲載作品を収録。
  - ｢collapse knight―特別編―」 （コミックアンリアル 2007年6月号〈Volume.7〉）
  - ｢Dark Ages －prologue－」
  - ｢collapse knight 前編」 （コミックアンリアル 2006年12月号〈Volume.4〉）
  - ｢collapse knight 中編」 （コミックアンリアル 2007年2月号〈Volume.5〉）
  - ｢collapse knight 後編」 （コミックアンリアル 2007年4月号〈Volume.6〉）
  - ｢Dark Ages」 （コミックアンリアル 2006年Volume.3〈二次元ドリームマガジン9月号増刊〉）
  - ｢Spiral Brains」 （コミックアンリアル 2006年Volume.2 〈二次元ドリームマガジン7月号増刊〉）
  - ｢魔龍生誕」 （コミックアンリアル 2006年Volume.1〈二次元ドリームマガジン5月号増刊〉）
  - ｢The Chaser」 （コミックアンリアル 2007年6月号〈Volume.7〉）
  - ｢魔根遊戯」 （『淫獣聖戦アンソロジーコミックス』収録、2006年3月[6]）
2. 『姉♥づくし』 2008年1月25日発売[7]、マックス〈ポプリコミックス〉、ISBN 978-4-90349-153-0
ポプリクラブ掲載作品を収録。
  - 「姉心」 （COMICポプリクラブ 2008年1月号）
  - 「初めての保健室」 （COMICポプリクラブ 2007年11月号）
  - 「姉とABC？の勉強」 （COMICポプリクラブ 2007年9月号）
  - 「カゼは安静に！」 （COMICポプリクラブ 2007年7月号）
  - 「悪戯でドッキリ」 （COMICポプリクラブ 2007年5月号）
  - 「お姉ちゃんだもの」 （COMICポプリクラブ 2007年3月号）
  - 「DEAD LINE!」 （COMICポプリクラブ 2007年1月号）
  - 「Divine Cure」 （COMICポプリクラブ 2006年11月号）
  - 「Artistry」 （COMICポプリクラブ 2006年9月号）
  - 「Heart Step」 （COMICポプリクラブ 2006年7月号）
  - 「おまけ＆あとがき」 （描き下ろし）
3. 『PRINCESS FORCE』 2009年1月31日発売[8]、キルタイムコミュニケーション〈アンリアルコミックス〉、ISBN 978-4-86032-694-4
  - 収録作品：「Princess Force カラープロローグ」、「Princess Force」第1話 - 最終話（全6話）、「blood night」、「Angel Garden」
4. 『なま♥姉』 2010年2月25日発売[9]、マックス〈ポプリコミックス〉、ISBN 978-4863790162
ポプリクラブ、コミックPフラート掲載作品を収録。
  - 「姉コスッ！」 （COMICポプリクラブ 2008年5月号）
  - 「姉とオナホと」 （コミックPフラート 2010年VOL.3〈コミックポプリクラブ2月号増刊〉）
  - 「お姉ヘンッ」 （コミックPフラート 2009年VOL.2 〈コミックポプリクラブ12月号増刊〉）
  - 「らぶあね。」 （コミックPフラート 2009年VOL.1〈コミックポプリクラブ10月号増刊〉）
  - 「おねえちゃんえっちぃ」 （COMICポプリクラブ 2009年7月号）
  - 「姉しぼり」 （COMICポプリクラブ 2009年5月号）
  - 「姉さんの気持ち」 （COMICポプリクラブ 2009年3月号）
  - 「姉（ねぇ）!! ご主人様」 （COMICポプリクラブ 2009年2月号）
  - 「姉姉（ねぇねぇ）らいふ」第1話 - 第3話 （COMICポプリクラブ 2008年8月号・9月号・11月号）
5. 『ILIAS―狂艶の宴―』 2010年9月30日発売[10]、キルタイムコミュニケーション〈アンリアルコミック〉、ISBN 978-4-86032-977-8
  - 「Nuptum」 （コミックアンリアル 2010年8月号〈Volume.26〉）
  - 「Ilias」Vol.1 - 3 （コミックアンリアル 2009年10月号 - 2010年2月号〈Volume.21 - 23〉）
  - 「IMPEDIRE」 （コミックアンリアル 2010年4月号〈Volume.24〉）
  - 「Fecund」 （コミックアンリアル 2009年8月号〈Volume.20〉）
  - 「嬲姫」 （コミックアンリアル 2009年6月号〈Volume.19〉）
  - 「シスけみっ！」 （コミックアンリアル 2009年4月号〈Volume.18〉）
  - 「Lilithコレクション 冤罪の皇女アリア」 （原作：Lilith、コミックアンリアル 2010年6月号〈Volume.25〉）
  - 「Ilias Vol.X」 （描き下ろし）
6. 『あねまん』 2011年9月30日発売[11]、コアマガジン〈メガストアコミックス314〉、ISBN 978-4-86436-087-6
  - 収録作品：「Aneman Sisters Collection」、「姉弟姉」（前・後編）、「姉弟之交」、「あねぱんっ」、「あねねね」、「姉りぞーと」、「いじめてよ姉っ」、「あねおね」（コミックPフラート 2010年VOL.4〈コミックポプリクラブ4月号増刊〉）、「姉弟姉（特別編）」
7. 『Milliard―令嬢ご奉仕物語―』 2012年7月27日発売[12]、キルタイムコミュニケーション〈アンリアルコミックス〉、ISBN 978-4-7992-0289-0
  - 収録作品：「Deputy」・「Milliard」第1話 - 最終話（全6話）、「Milliard～ハクアのその後～」、「Lilithコレクション 姫神さまが両親を人質に孕ませろと以下略。」、「まほぅ～の源」、「seedbed」
8. 『さきゅらいふ』 2014年9月26日発売[13]、キルタイムコミュニケーション〈アンリアルコミックス〉、ISBN 978-4-7992-0622-5
  - 収録作品：「さきゅらいふ」第1話 -  最終話（全6話）、「さきゅらいふ 外伝」、「祈年祭」
9. 『お嫁さんは魔王!?』 2016年9月29日発売[14]、キルタイムコミュニケーション〈アンリアルコミックス〉、ISBN 978-4-7992-0954-7
  - 収録作品：「お嫁さんは魔王!?」第1話 - 最終話（全8話）、「神使と俺」、「忍妊!?」、「さきゅらいふ外伝2 ユウカリターンズ」、「お嫁さんと魔王!? その後」
10. 『恋人は吸血鬼!?』 2020年6月30日発売[15]、キルタイムコミュニケーション〈アンリアルコミックス〉、ISBN 978-4-7992-1380-3
  - 収録作品：「恋人は吸血鬼!?」第1話 - 最終話、麗夜編、「留学先は異世界騎士団!? 前・中・後編、「あなたの献精で、夢魔が笑顔に」、「勇者ごっこ禁止！」、「少年と土地神の一夜」

アンソロジー
- 『コミックアンリアル ザ・ベスト サキュバス吸精コレクション』 2020年11月27日発売[16]、キルタイムコミュニケーション〈アンリアルコミックス〉、ISBN 978-4-7992-1432-9

### 未収録作品
- hydrangea （『COMICペンギンクラブ山賊版』 2007年10月号）